# Andrena hedini
Andrena hedini är en biart som beskrevs av Osamu Tadauchi och Xu 2002. Andrena hedini ingår i släktet sandbin, och familjen grävbin. Inga underarter finns listade i Catalogue of Life.